# Claudia Morales (periodista)
Claudia Morales Medina (Villavicencio, 20 de mayo de 1973) es una librera, periodista, locutora, presentadora de radio y televisión colombiana.

## Trayectoria
Claudia Morales nació en Villavicencio y luego se radicó en Bogotá desde su adolescencia a estudiar periodismo en la Universidad de la Sabana. Comenzó su recorrido periodístico en el diario La Prensa, con Juan Carlos Pastrana. Posteriormente hizo parte de la redacción periodística de los noticieros TV HOY (también teniendo como jefe a la familia Pastrana), CM& y Noticias Uno. Luego viajó a Estados Unidos en donde trabajó como jefe de prensa internacional de la presidencia de Álvaro Uribe entre 2003 y 2004. En 2005 laboró en la W Radio de la Cadena Radial Caracol con Julio Sánchez Cristo, Félix de Bedout y Alberto Casas Santamaría hasta 2009. Se especializó en Australia para formalizarse su carrera y su profesión con su cónyuge.
En 2011 regresó a Colombia a dirigir con Darío Arizmendi, Diana Calderón, Erika Fontalvo, Camilo Durán Casas, María José Martínez y Gustavo Gómez Córdoba en Caracol Radio en los programas de Hoy por Hoy y Hora 20. En 2013 y 2017 dirigió la Luciérnaga con Hernán Peláez posteriormente con Gustavo Gómez Córdoba. En 2016 fue objeto de amenazas de parte de los policías tras revelarse secretos en su programa de radio con la periodista Vicky Dávila en el escándalo la Comunidad del Anillo en la cual recibió críticas en su labor.

## Presunta violación
El 19 de enero de 2018, Morales publicó en el diario El Espectador una columna en la que reveló que había sido violada por un exjefe, pero que era su decisión reservarse su identidad. El 24 de enero la Fiscalía colombiana abrió investigación por el caso.